# West of Hot Dog
West of Hot Dog é um curta-metragem de comédia mudo produzido nos Estados Unidos, dirigido por Scott Pembroke e Joe Rock, e com atuação de Stan Laurel.